# 天高四
金牛座109，又名BD+21 816，HD 34559、SAO 77097、HR 1739，是金牛座的一颗恒星，视星等为4.94，位于銀經182.54，銀緯-8.7，其B1900.0坐标为赤經5h 13m 16s，赤緯+21° -8.7′ 35″。